# Van Leyden van Leeuwen

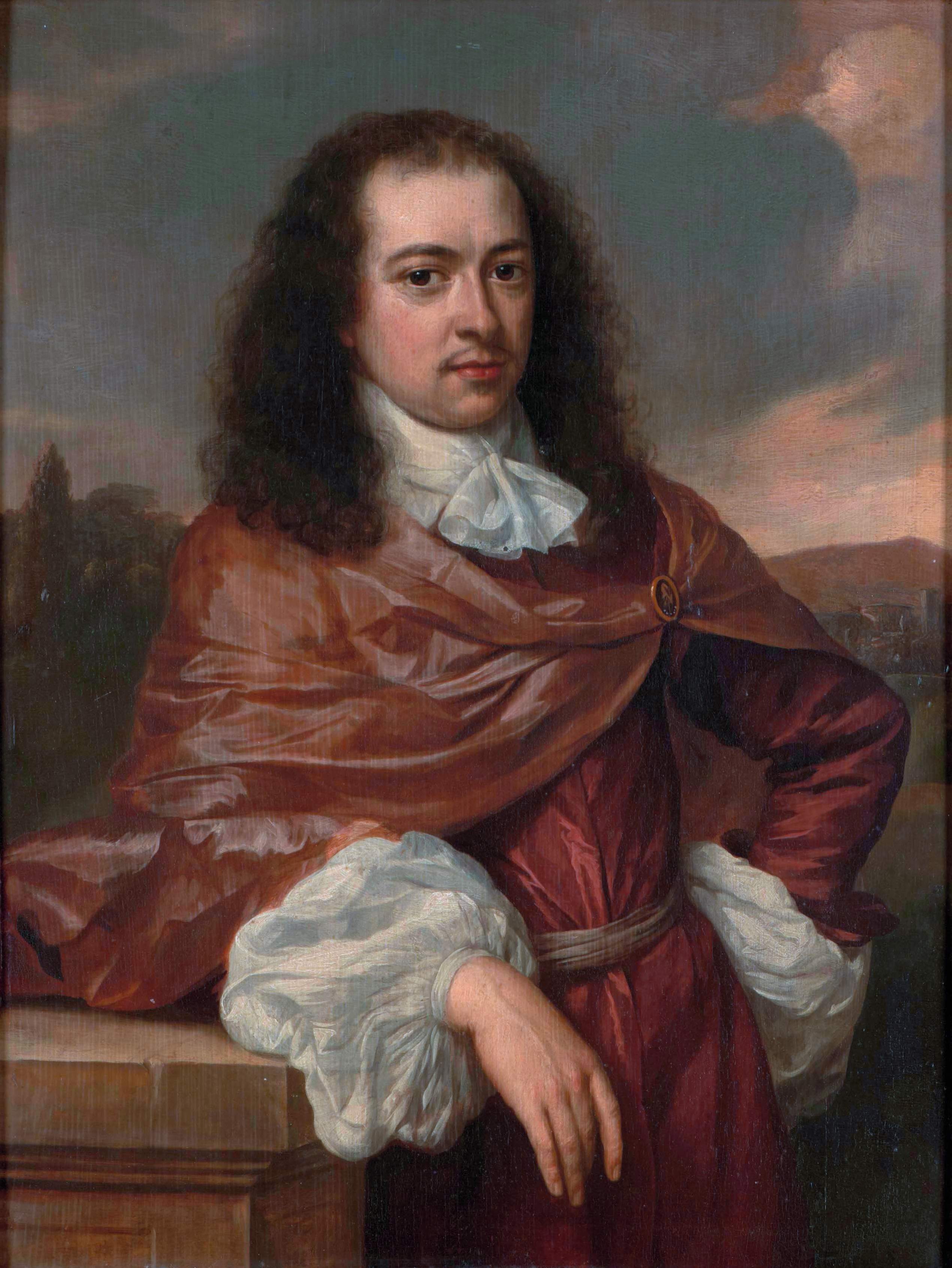
Diederick Pietersz van Leyden van Leeuwen.
Schilder onbekend, ca. 1665.
Museum De Lakenhal, Leiden

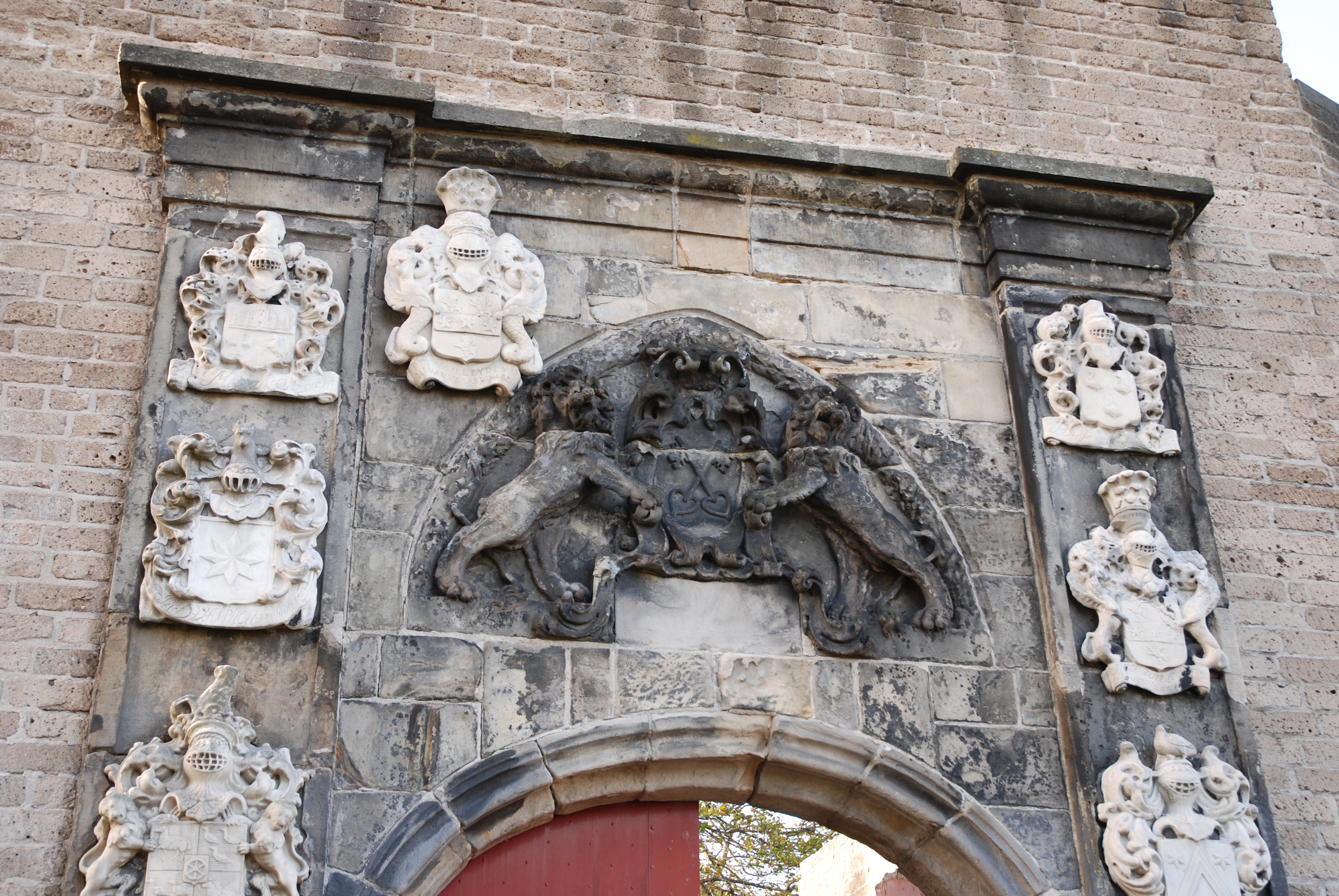
Beeldhouwwerk uit 1662 met het familiewapen door Rombout Verhulst op de toegangspoort van de Burcht van Leiden

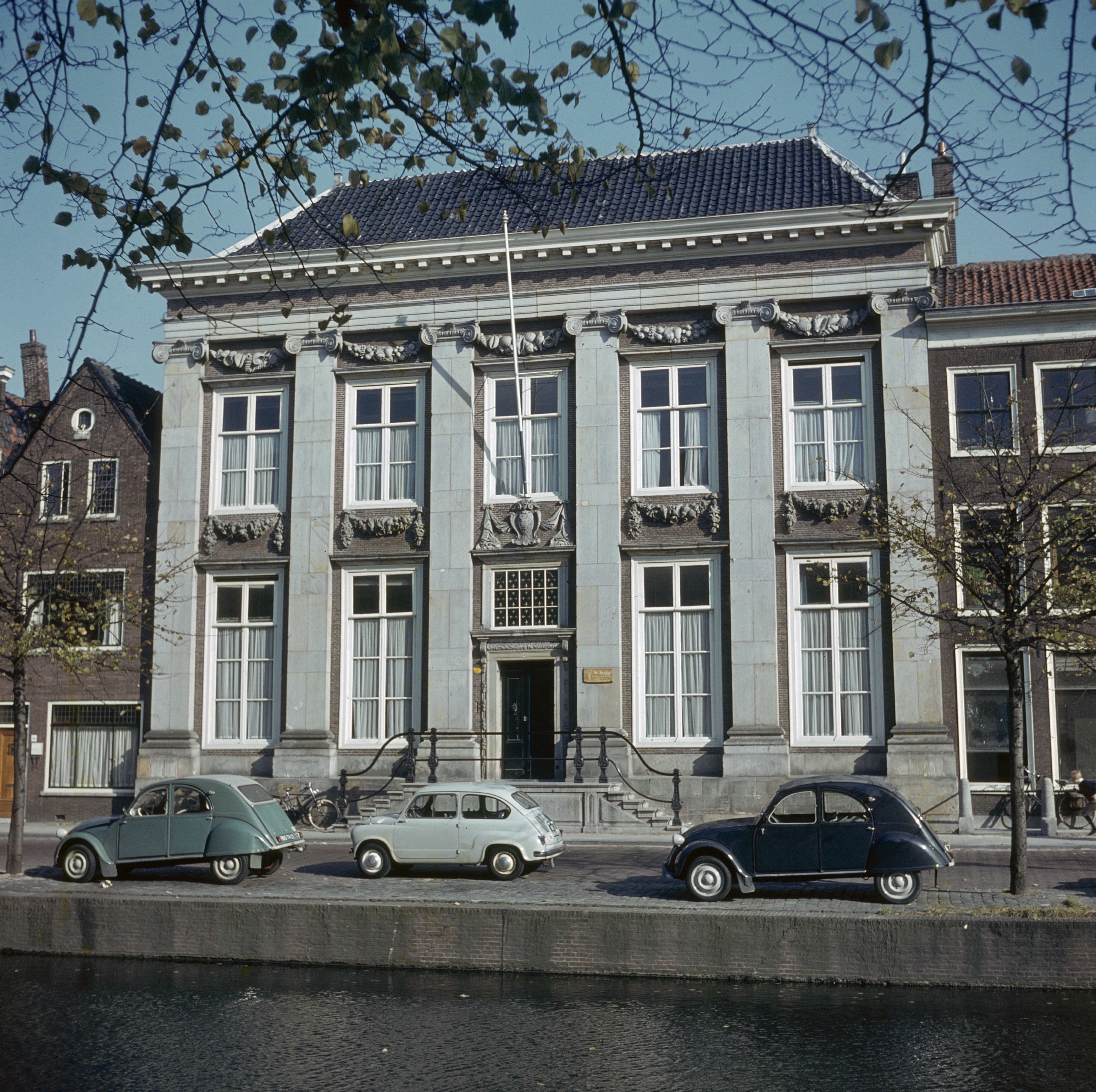
Huis van Leyden, familiewoonhuis van 1665 tot 1791

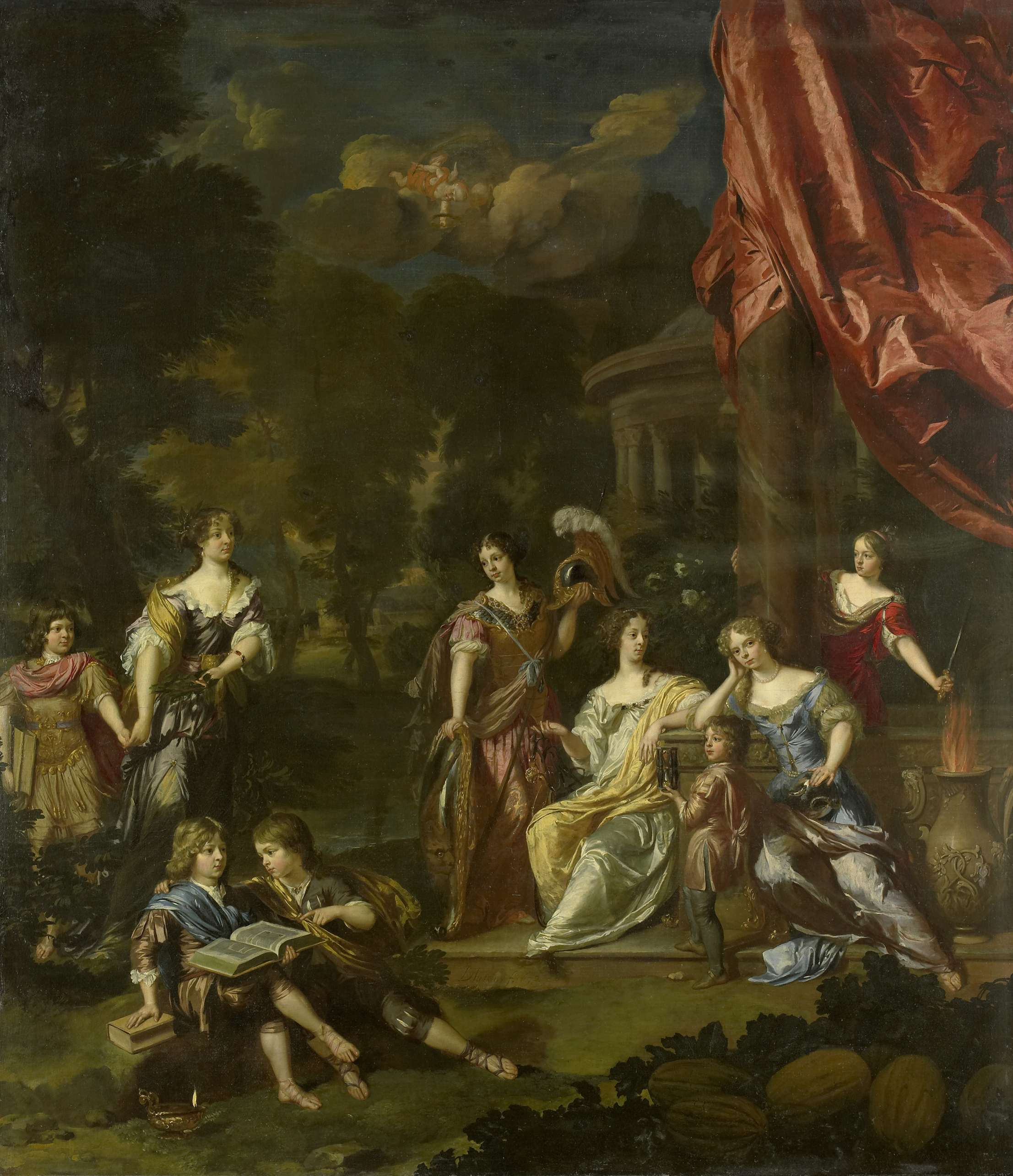
Allegoriserende portretgroep van de kinderen van Diederick Pietersz van Leyden van Leeuwen en zijn vrouw Alida Paets.
Daniël Mijtens (II), 1679.
Rijksmuseum Amsterdam

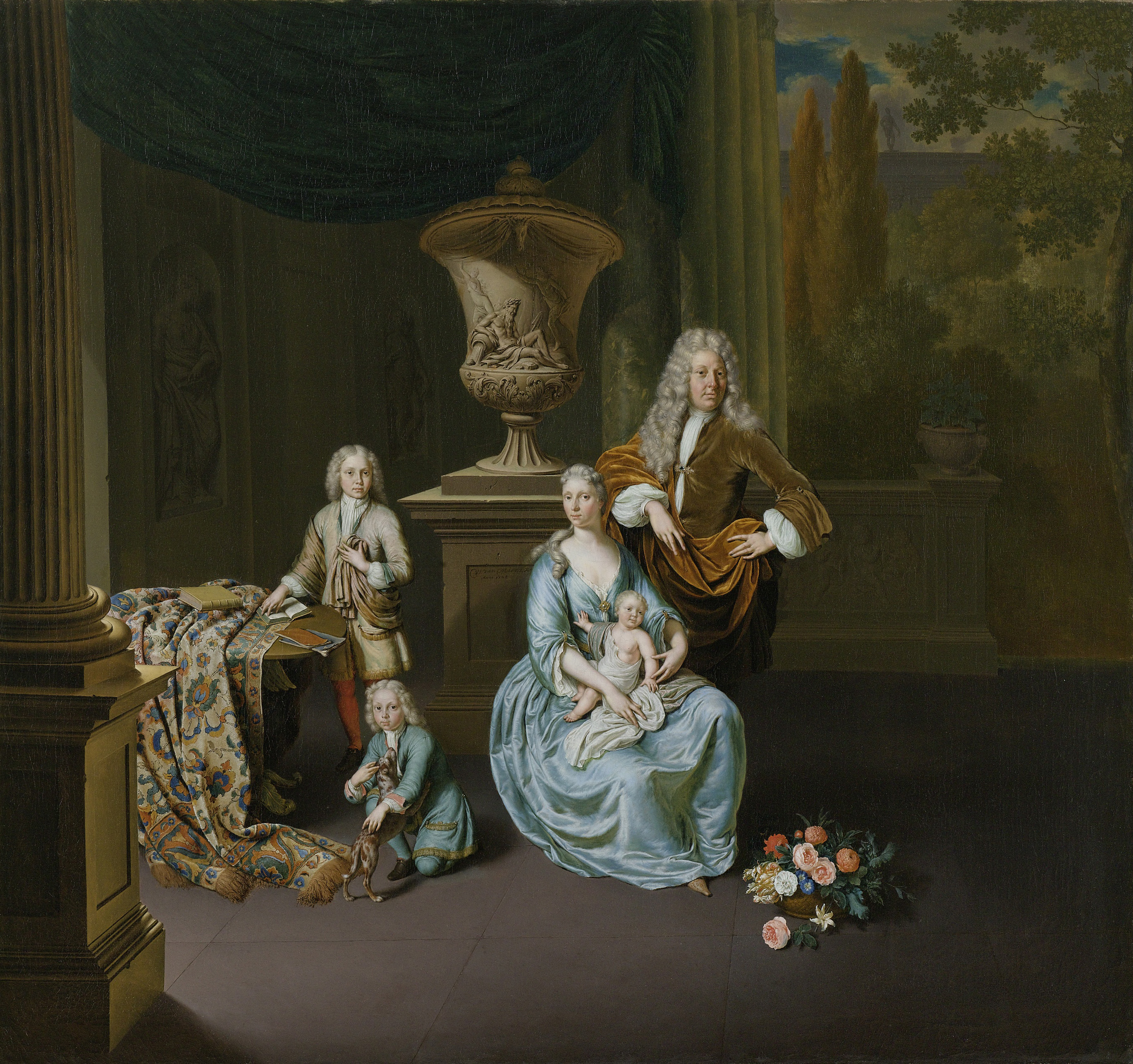
Diederik II van Leyden, zijn vrouw Sophia Dina de Rovere en hun zonen Pieter Cornelis (links), Jan en Adriaan Pompejus.
Willem van Mieris, 1728.
Rijksmuseum Amsterdam

De familie Van Leyden van Leeuwen was een regentengeslacht waarvan de leden van opvolgende generaties belangrijke functies vervulden in het openbaar bestuur van de Nederlandse stad Leiden en daarbuiten. Het Huis van Leyden aan het Rapenburg 48 wordt beschouwd als het stamhuis van de familie, die het van 1658 tot 1788 bewoonde en van 1665 tot 1791 in eigendom had.

## Geschiedenis
De stamreeks begint met Adriaen Dircsz [van Meerburch], stamvader van het geslacht Van Leyden, die in 1499 beleend werd met de hofstede Leeuwen in De Hoorn te Alphen aan den Rijn. De hofstede was slechts tot 1605 met onderbrekingen in bezit van de familie. 
Adriaen Dircsz van Leyden was van 1510 tot 1514 raad in de vroedschap van Leiden. Na hem noemen afstammelingen zich deels Van Leyden van Leeuwen. Zijn kleinzoon werd op 4 april 1548 door keizer Karel V verheven tot 'des H.R. Rijksbaron'. Op 10 november 1732 werd zijn betachterkleinzoon door keizer Karel VI verheven tot 'des H.R. Rijksgraaf', maar de familie bleef de titel baron voeren. Op 28 augustus 1814 volgde bij Soeverein Besluit de benoeming in de ridderschap van mr. dr. Frédéric Auguste van Leyden, heer van West-Barendrecht, Carnisse en Warmond (1768-1821). Bij zijn dood in 1821 was het adellijk geslacht uitgestorven. 
Het Rijksmuseum Amsterdam bezit een schilderij van Daniël Mijtens (II) uit 1679, voorstellende een allegoriserende portretgroep van de kinderen van de opdrachtgever Diederic Pietersz van Leyden van Leeuwen (1628-1682) en zijn toen al overleden vrouw Alida Paets (1625-1673). Geportretteerd in een tuin bij een klassieke tempel zijn: Maria (geb. 1654), Alida (geb. 1660), Theodora Catharina (1661-1728), Bernardina (ca. 1662-1716), Suzanna (1664-1712), Adriaan Willem (1667-88), Pieter (1666-1736) en Lodewijk (1668-1697).

## Belang
Het belang van de familie kan onder meer worden afgeleid uit het gegeven dat zij tussen 1510 en 1794 tot zesmaal toe een vertegenwoordiger had in de Leidse veertigraad. Op de stenen toegangspoort van de Burcht van Leiden staat het familiewapen van Van Leyden van Leeuwen driemaal afgebeeld voor familieleden die zowel burgemeester als burggraaf van Leiden waren in de 18de eeuw. Het wapen heeft in rood een zilveren dwarsbalk, beladen met drie zwarte zeesterren, en is vergezeld van drie gouden leeuwen, rood getongd. Het werd in 1662 aangebracht door de beeldhouwer Rombout Verhulst.
Het familiewapen van Van Leyden van Leeuwen bekroont ook het bordes van het Huis van Leyden aan het Leidse Rapenburg, waar de familie van 1665 tot 1791 woonde. In 1940 werd het wapenschild gerestaureerd door de Haagse kunstschilder Gerhard Jansen (1878-1956), die het op gezamenlijke kosten van het rooms-katholieke schoolbestuur (de toenmalige eigenaar) en de Historische Vereniging Oud Leiden in de historisch juiste kleuren bracht. Bij een latere schilderbeurt van het huis is dit ongedaan gemaakt. Sindsdien heeft het wapen één kleur, gelijk aan de overige geveldecoratie.

## Vooraanstaande leden van de familie
- Diederick (of Dirk) Pietersz van Leyden van Leeuwen (Den Briel, 6 december 1628 - 1682), burgemeester van Leiden en buitengewoon ambassadeur in Engeland ten tijde van Koning Karel II. Hij was degene die het Huis van Leyden in de familie bracht ('Diederick I'), vanaf 1658 als huurder van Johan de la Chambre en vanaf 1665 als eigenaar.
  - Lodewijk (Louis) van Leyden van Leeuwen (1668-1697), had in 1694, in de Negenjarige Oorlog, het commando over het oorlogsschip de Wolf in de Engels-Staatse vloot die bij Brest werd afgeslagen. Op 1 mei 1697 won hij met zijn schip Sneek de slag tegen het Franse schip le Fanfaron.[4] Hij stierf nog in datzelfde jaar.
  - Pieter van Leyden, heer van Vlaardingen enz. (1666-1736), burgemeester van Leiden, hoogheemraad van Rijnland. Nadat hij in 1703 als eerste van zijn familie de erfelijke titel Heer van Vlaardingen en Vlaardinger-Ambacht had verworven, liet hij de toevoeging 'Van Leeuwen' uit de achternaam weg. 
    - Diederik (of Dirk) van Leyden (1695-1764), heer van Vlaardingen, Vlaardingerambacht en vele andere heerlijkheden ('Diederik II').
      - Pieter Cornelis baron van Leyden (1717-1788), heer van Vlaardingen en Vlaardingerambacht en kunstverzamelaar; zijn collectie met veel prentkunst van onder anderen Rembrandt werd in 1807 gekocht door Lodewijk Napoleon en vormde de basis voor het Rijksprentenkabinet.[5][6] Na zijn dood verkochten zijn nazaten het Huis van Leyden in 1791.     
        - Diens zoon Diderik baron van Leyden (1744-1810), ambachtsheer van Vlaardingen en kunstverzamelaar ('Diderik III').

### Familielid met toegevoegde naam Van Leyden
- Diderik van Leyden Gael (Leiden, 29 augustus 1775 - aldaar, 24 september 1846) was de laatste ambachtsheer van Vlaardingen. Hij was de zoon van de Leidse burgemeester Mr. Johan Gael en gravin Françoise Johanna van Leyden. Zelf was hij ook herhaalde malen burgemeester van Leiden. Hij voegde de naam van zijn moeder toe om te voorkomen dat het geslacht Van Leyden uitstierf. Hij erfde de heerlijkheden Vlaardingen, Vlaardingerambacht en Babberpolder in 1810 van zijn peetoom Diderik III en deed ze in 1829 van de hand. Hij bewoonde in Leiden het vroeg 18e-eeuwse koopmanshuis Het Gulden Vlies (Breestraat 125) dat in 1787 door zijn vader was gekocht en na de dood van zijn weduwe in 1863 overging in handen van de textielfamilie Driessen (de "Leidse Driessens").[7]

## Mildenburg
Het landgoed Mildenburg bij Oostvoorne dateert uit de zestiende eeuw. De familie Van Leyden van Leeuwen bouwde er in de loop van de 18e eeuw het landhuis, dat zij ging gebruiken als buitenplaats. Ook legde zij de bossen aan. Het huis is in 1947 afgebroken en de tuin is verwilderd. Het landgoed werd een natuurgebied van het Zuid-Hollands Landschap. Er zijn uitgezette wandelroutes over de oude eikenlanen, door een beukenbos, over de duinen en langs een stinsenplantentuin.